# Liste der Baudenkmäler in Brenig
Die Liste der Baudenkmäler in Brenig enthält die denkmalgeschützten Bauwerke auf dem Gebiet von Bornheim (Rheinland)-Brenig in Nordrhein-Westfalen (Stand: Februar 2014). Diese Baudenkmäler sind in der Denkmalliste der Stadt Bornheim (Rheinland) eingetragen; Grundlage für die Aufnahme ist das Denkmalschutzgesetz Nordrhein-Westfalen (DSchG NRW).

| Bild           | Bezeichnung                 | Lage                                   | Beschreibung                                                                                     | Bauzeit                                                                        | Eingetragen seit | Denkmal- nummer |
| -------------- | --------------------------- | -------------------------------------- | ------------------------------------------------------------------------------------------------ | ------------------------------------------------------------------------------ | ---------------- | --------------- |
| weitere Bilder | Schornshof                  | Brenig Schornsberg 22 Karte            | vierflügelige Hofanlage; Fachwerkwohngebäude mit Tordurchfahrt, rückwärtige große Scheunenanlage | 16. Jahrhundert; 1831 (Erneuerung des Wohngebäudes); 18. Jahrhundert (Scheune) |                  | 16              |
| weitere Bilder | Wasserturm Schornsberg      | Brenig Schornsberg 28a Karte           |                                                                                                  | 1908–1909                                                                      | 1986             | 20              |
| weitere Bilder | Pfarrkirche St. Evergislus  | Brenig Ploon 20 Karte                  |                                                                                                  | 1894–1896                                                                      |                  | 26              |
|                | Fußfall bei Haus Rankenberg | Brenig Rankenberg                      |                                                                                                  |                                                                                |                  | 45              |
| weitere Bilder | Waldbott’scher Fußfall      | Brenig Schornsberg / Vinkelgasse Karte |                                                                                                  |                                                                                |                  | 55              |
| Fachwerkhaus   | Fachwerkhaus                | Brenig Rücksgasse 10 Karte             |                                                                                                  |                                                                                |                  | 59              |
| weitere Bilder | Fußfall                     | Brenig Schornsberg Karte               |                                                                                                  |                                                                                |                  | 71              |
| weitere Bilder | Haus Rankenberg             | Brenig Rankenberg 101 Karte            |                                                                                                  | 1898                                                                           |                  | 67              |
| Fachwerkhaus   | Fachwerkhaus                | Brenig Rücksgasse 16 Karte             |                                                                                                  |                                                                                |                  | 86              |
| Fachwerkhaus   | Fachwerkhaus                | Brenig Breite Straße 13 Karte          |                                                                                                  |                                                                                |                  | 127             |
| BW             | Fachwerkhofstelle           | Brenig Ploon 2 Karte                   |                                                                                                  |                                                                                |                  | 128             |
| Fachwerkhof    | Fachwerkhof                 | Brenig Rücksgasse 8 Karte              |                                                                                                  |                                                                                |                  | 132             |
| weitere Bilder | Fachwerkhofanlage           | Brenig Hennesenbergstraße 23 Karte     |                                                                                                  |                                                                                |                  | 133             |
|                | Bauernstein                 | Brenig Ploon                           |                                                                                                  |                                                                                |                  | 134             |
| weitere Bilder | Wegekreuz                   | Brenig Meuserweg / Bisdorfer Weg Karte |                                                                                                  | 1838                                                                           |                  | 139             |
| weitere Bilder | Pumpenhaus im Müllersbruch  | Brenig Bergkreuzweg Karte              |                                                                                                  |                                                                                |                  | 178             |